# Biblioteca de Jonava
La Biblioteca de Jonava o Biblioteca pública del municipio distrito de Jonava (en lituano: Jonavos rajono savivaldybės viešoji biblioteka) es una biblioteca pública en la ciudad de Jonava, distrito Kaunas en el país de Europa del este de Lituania, cuenta con 16 brazos o subsedes. Durante la Segunda Guerra Mundial, la biblioteca fue cerrada y todos los libros fueron destruidos. Desde 1945-1946, la biblioteca pública se volvió a abrir. Fue inaugurada en 1939 como la biblioteca estatal de Jonava.

## Historia
1939 (ahora Presidential Street) Se estableció la Biblioteca Pública Estatal de Jonava.
1941 con el estallido de la Segunda Guerra Mundial, se cerró la biblioteca y se destruyó el fondo de libros.
1945 - 1946 la biblioteca fue restaurada.
1950 se convirtió en una biblioteca de distrito (Jonava se convirtió en el centro del distrito).
1952 trasladado al antiguo local de la farmacia (Kauno str.).
1992 La biblioteca central del distrito de Jonava se ha trasladado a sus instalaciones actuales 